# Lomatium canbyi
Lomatium canbyi är en flockblommig växtart som först beskrevs av John Merle Coulter och Joseph Nelson Rose, och fick sitt nu gällande namn av John Merle Coulter och Joseph Nelson Rose. Lomatium canbyi ingår i släktet Lomatium och familjen flockblommiga växter. Inga underarter finns listade i Catalogue of Life.

## Bildgalleri

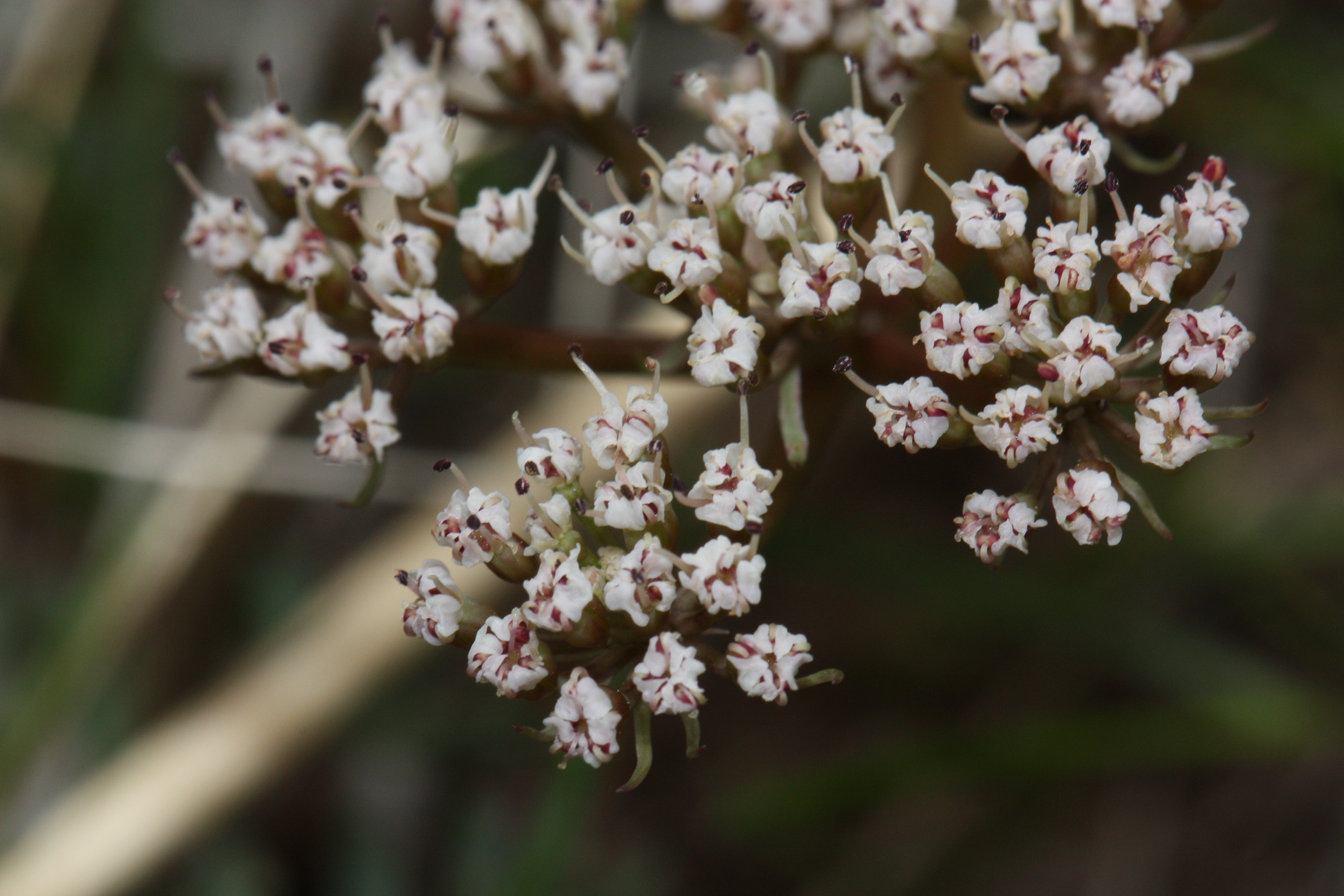
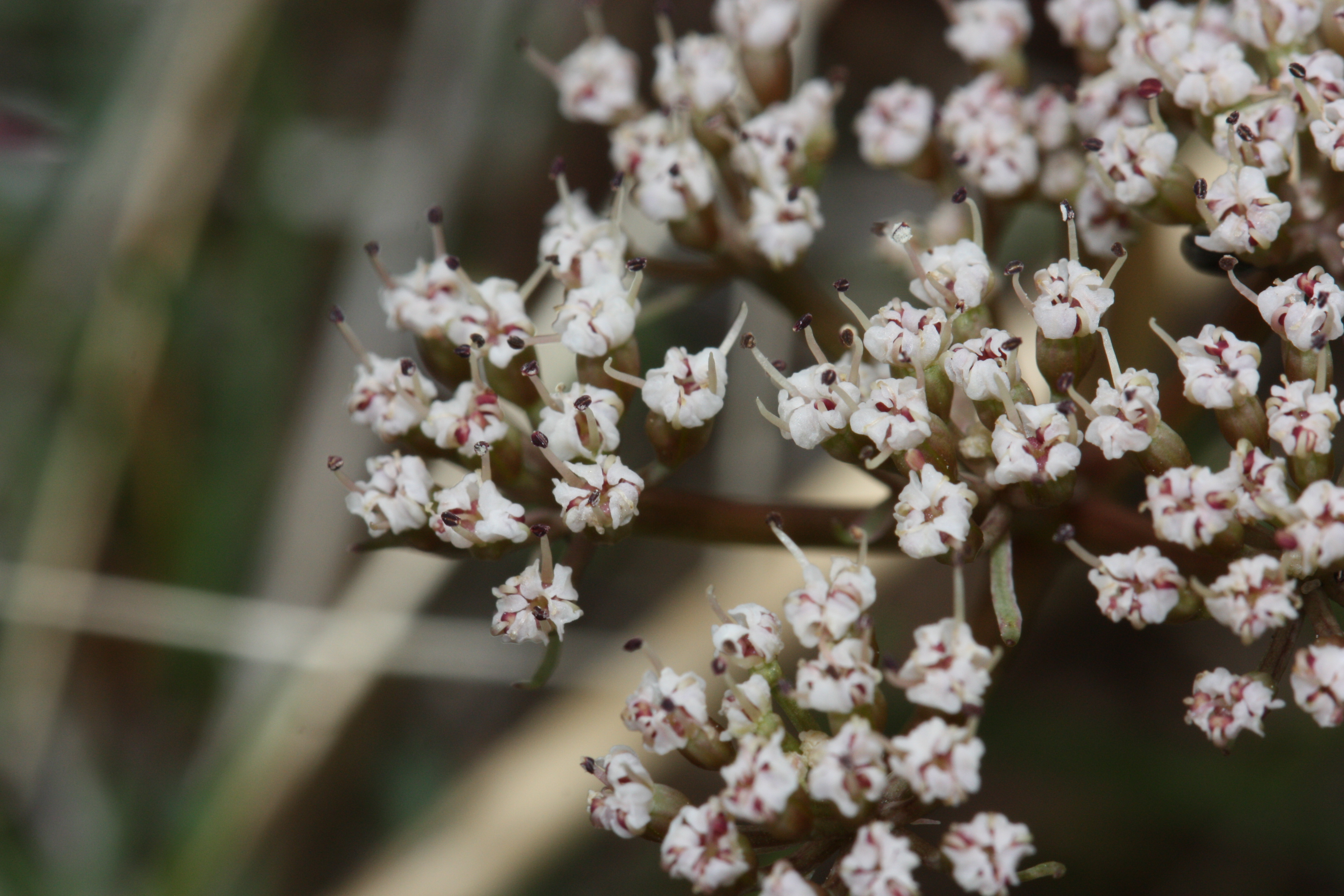
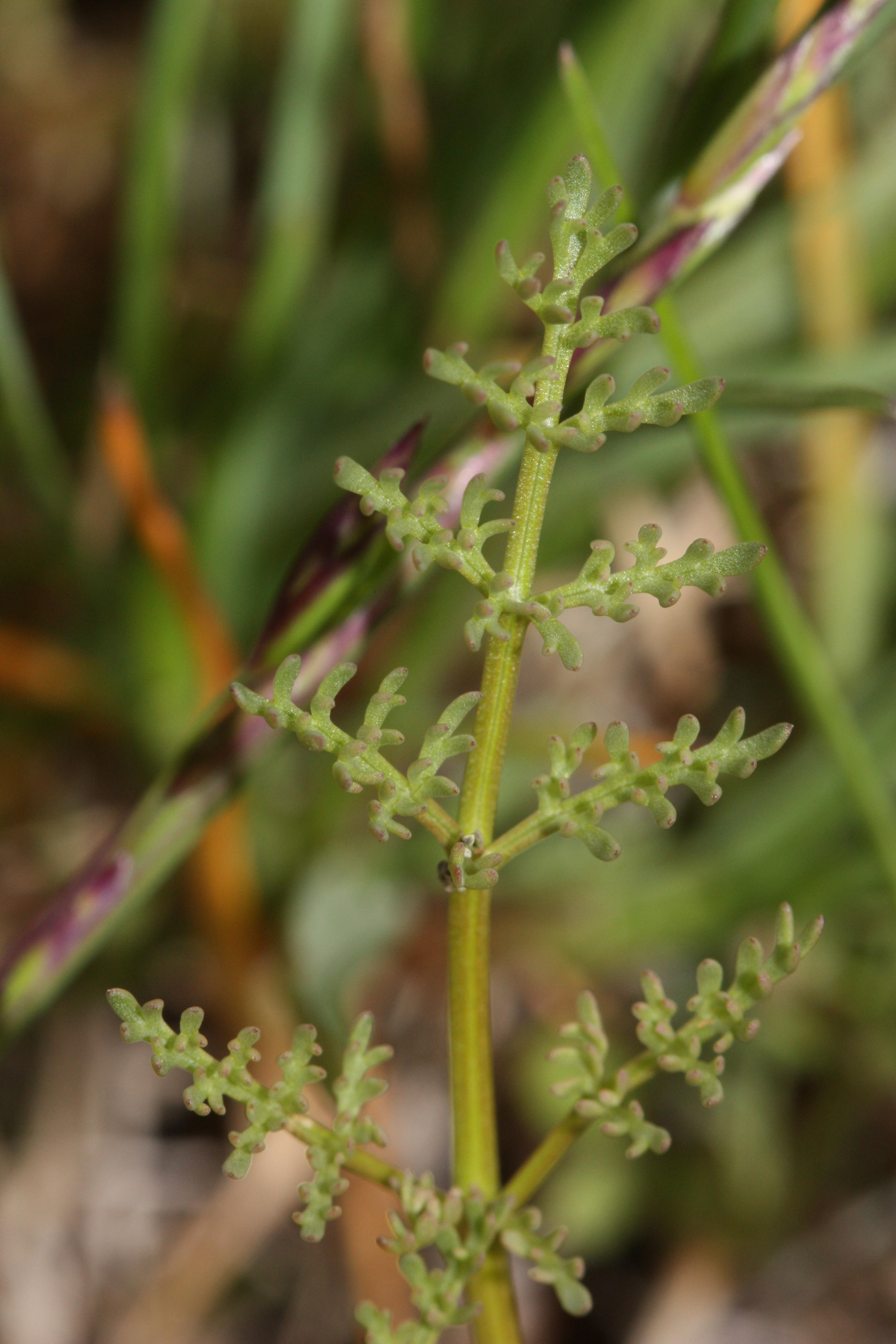
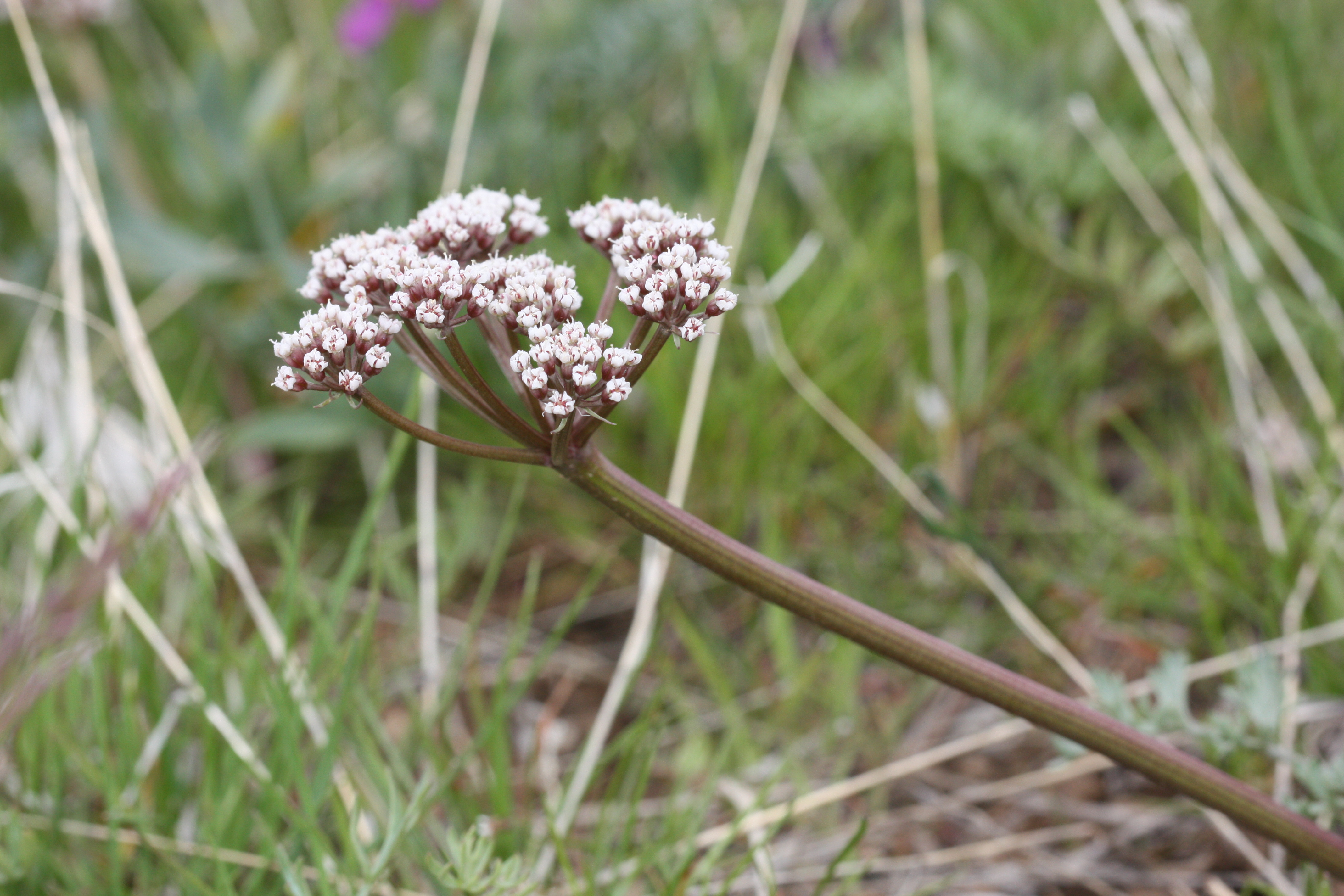
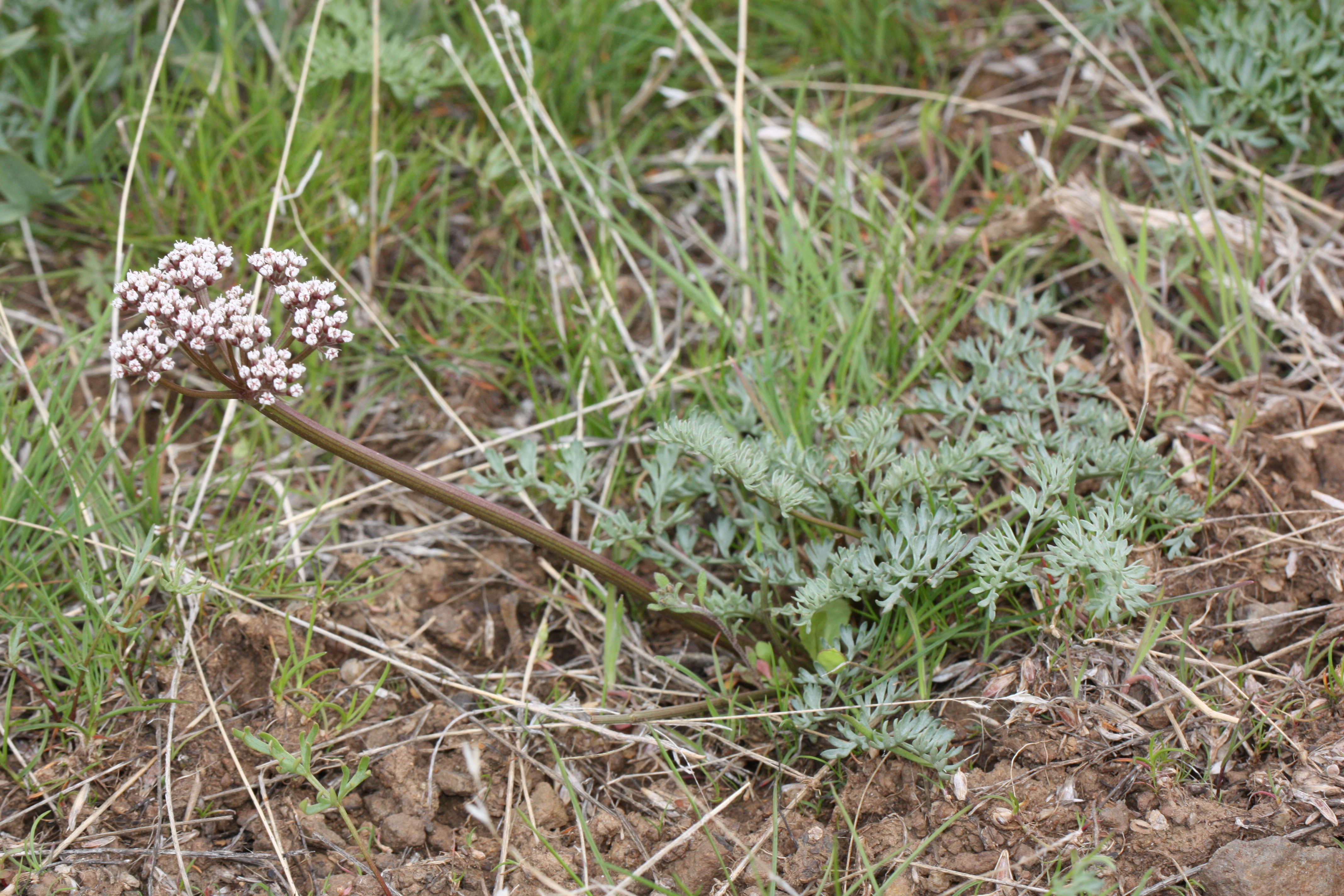
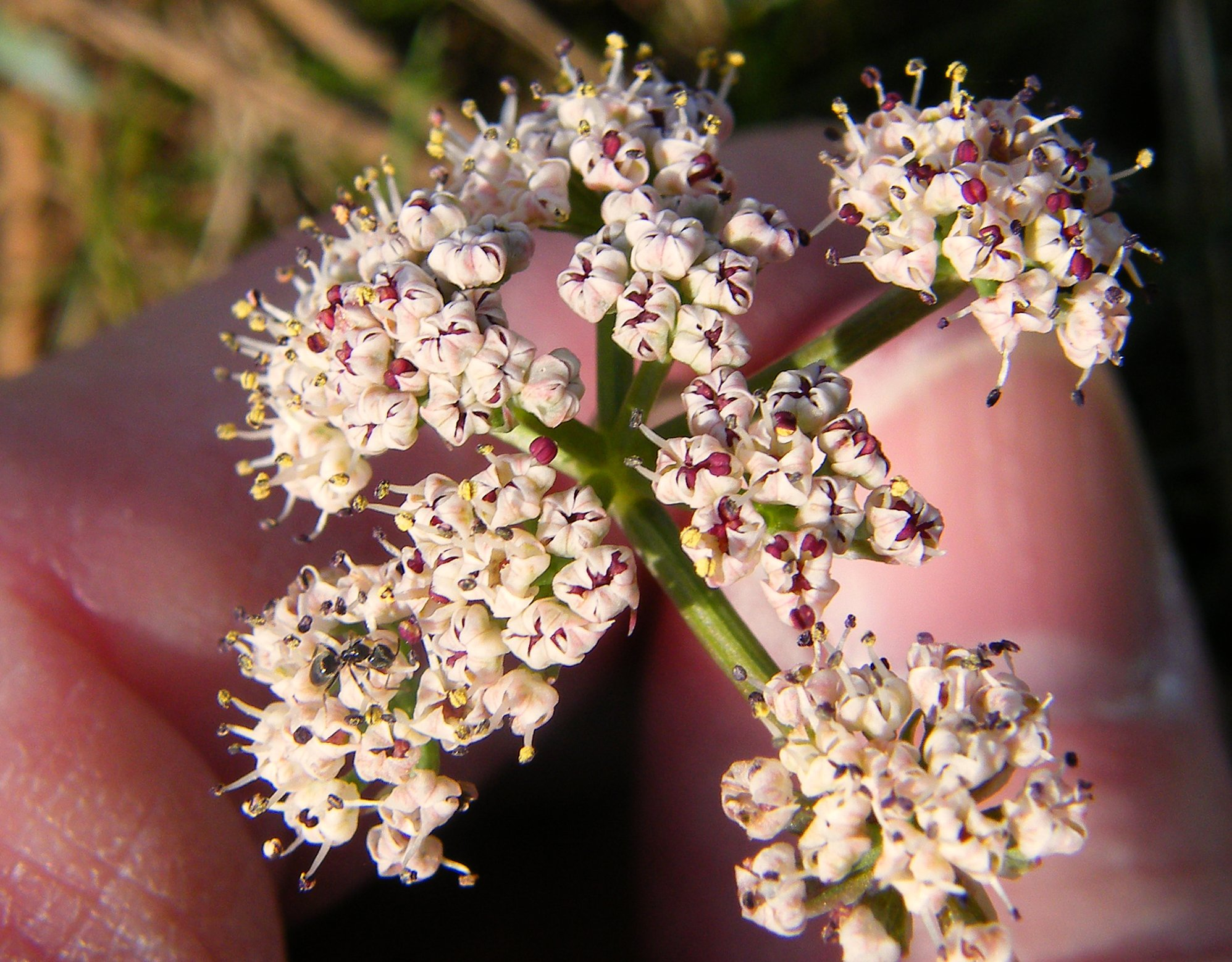